# Ташлер, Готлиб
Го́тлиб Та́шлер (нем. Gottlieb Taschler; род. 21 августа 1961, Разун-Антерсельва, Трентино-Альто-Адидже) — итальянский биатлонист, бронзовый призёр Олимпийских игр 1988 года в эстафете.

## Карьера биатлониста
Выступал за спортивный клуб Антхольца. В 1980-х – начале 1990-х был одним из лучших биатлонистов Италии.
Первым крупным международным стартом для Готлиба стал чемпионат мира 1983 года в его родном Антхольце, где он стал 18-м в индивидуальной гонке и 10-м в эстафете. Уже через 3 года он завоевал свою первую медаль на чемпионатах мира — стал 3-м в эстафете в Хольменколлене. А в 1991 году вместе с Хубертом Ляйтгебом, Симоном Деметцом и Вилфридом Паллхубером стал чемпионом мира в командной гонке.
Трижды (1984, 1988, 1992) участвовал в зимних Олимпийских играх. В Калгари он вместе с Вернером Кимом, Йоханном Пасслером и Андреасом Цингерле завоевал бронзу в эстафете.
В Кубке мира принимал участие с начала 1980-х. Лучшим результатом является второе место, занятое в индивидуальной гонке в сезоне 1985/1986 на этапе в Антхольце.

## Карьера и личная жизнь
После окончания карьеры биатлониста работал тренером национальной итальянской команды по биатлону, занимал должность управляющего директора биатлонного центра в Антхольце, был президентом местного комитета по организации и проведению чемпионата мира 2007 года. Сейчас Готлиб Ташлер является вице-президентом, спортивным директором Международного союза биатлонистов (IBU). Его сын – Даниель Ташлер – также занимается биатлоном и входит в состав национальной команды.
14 июня 2016 года Готлиб Ташлер был отстранен от работы в спорте до 12 июня 2018 года за участие в допинг-махинациях своего сына Даниеля Ташлера, дисквалифицированного на два года.

## Участие в Чемпионатах мира
| Год  | Место проведения | Инд | Спр | Ком | Эст |
| 1983 | ЧМ Антхольц      | 18  | —   | х   | 10  |
| 1985 | ЧМ Рупольдинг    | 5   | —   | х   | 8   |
| 1986 | ЧМ Хольменколлен | 29  | 6   | х   | 3   |
| 1987 | ЧМ Лейк-Плэсид   | 18  | —   | х   | —   |
| 1989 | ЧМ Файстриц      | 23  | 16  | —   | —   |
| 1990 | ЧМ Минск         | 50  | —   | 9   | —   |
| 1991 | ЧМ Лахти         | —   | —   | 1   | —   |

## Участие в Олимпийских играх
| Год  | Место проведения | Инд | Спр | Эст |
| 1984 | Сараево          | —   | 19  | 5   |
| 1988 | Калгари          | 11  | —   | 3   |
| 1992 | Альбервиль       | 44  | —   | —   |